# 北票市
北票市是辽宁省朝阳市下辖的一个县级市。面积4583平方公里，人口62万。市人民政府驻市府街3号。

## 沿革
清初为土默特右翼旗辖地，後设塔子沟厅管理放垦的汉民，为其东境。清光绪三十年（1904年）属朝阳县。民国初年、满洲国时期仍为朝阳县辖。1940年将朝阳北部的北票划为土默特中旗，1945年日本投降後废除。
1946年中共建立北票县人民政府，属解放区热河省。1948年属辽西省。1949年中共建政後，属热河省。1955年起属辽宁省。1964年划归朝阳专区，後为朝阳市辖县。1985年，经国务院批准撤消北票县，设立县级北票市。

## 行政区划
北票市下辖4个街道办事处、12个镇、13个乡、2个民族乡：
城关街道、南山街道、冠山街道、台吉街道、西官营镇、大板镇、上园镇、宝国老镇、黑城子镇、五间房镇、台吉镇、东官营镇、龙潭镇、北塔镇、蒙古营镇、大三家镇、长皋乡、常河营乡、小塔子乡、马友营蒙古族乡、泉巨永乡、哈尔脑乡、南八家子乡、章吉营乡、三宝营乡、巴图营乡、台吉营乡、娄家店乡、北四家乡、凉水河蒙古族乡、三宝乡、兴顺德国营农场、下府经济开发区和大黑山特别行政管理区。

## 人口
2020年，北票市户籍总人口540469人。其中：城镇人口148503人，占全市总人口27.5%；乡村人口391966人，占总人口72.5%。其中：男性人口273257人，占全市总人口50.6%；女性人口267212人，占全市总人口49.4%。有18个民族，总人口496164人。

## 交通
- 305国道过境。
- 朝凌高速铁路：巴图营站
- 京沈客运专线：北票站

## 特产
龙潭绿豆粉丝：中国地理标志产品。
海丰绿豆糕